# تپه پارود کلات ۱
تپه پارود کلات ۱ مربوط به هزاره سوم قبل از میلاد است و در شهرستان سرباز، بخش پیشین، دهستان پیشین، ۴۰ کیلومتری جنوب راسک، ۱۵ کیلومتری جنوب پیشین و جنوب روستای مولا آباد، واقع شده و این اثر در تاریخ ۲۶ اسفند ۱۳۸۷ با شمارهٔ ثبت ۲۵۸۸۸ به‌عنوان یکی از آثار ملی ایران به ثبت رسیده است.